# Dubai Media City
Dubai Media City (DMC) és una zona lliure d'impostos a la ciutat de Dubai, Emirats Àrabs Units, construïda pel govern de l'emirat de Dubai, per esdevenir un hub regional pels mitjans de comunicació i publicitat. Les infraestructures són optimes. La majoria d'agències i cadenes internacionals de notícies treballen des d'aquest hub.